# Wrightella stiasnyi
Wrightella stiasnyi is een zachte koraalsoort uit de familie Melithaeidae. De koraalsoort komt uit het geslacht Wrightella. Wrightella stiasnyi werd in 1989 voor het eerst wetenschappelijk beschreven door van Ofwegen. 